# Thomas Erpenius

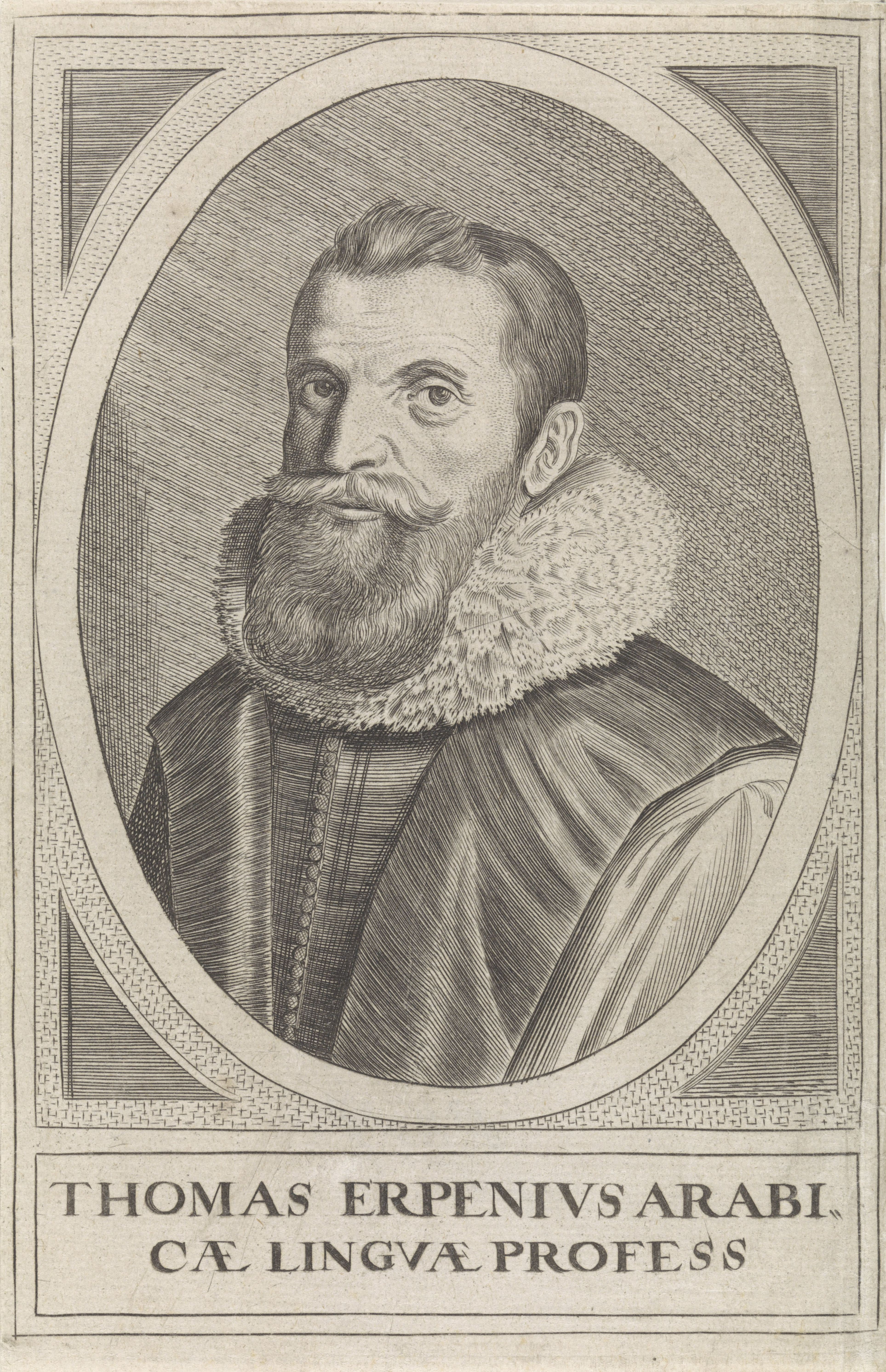
Thomas Erpenius

Thomas van Erpe, ook van den Erpe, bekend als Thomas Erpenius (Gorcum, 11 september 1584 - Leiden, 13 november 1624) was een Nederlandse oriëntalist.

## Opleiding
Hij volgde zijn vroege opleiding in Leiden. Hij ging daar ook naar de universiteit. In 1608 studeerde hij af aan de Leidse universiteit in de letteren en wijsbegeerte. Op advies van Scaliger studeerde hij Oosterse talen naast een cursus theologie. Daarna reisde hij in Engeland, Frankrijk, Italië en Duitsland, waarbij hij relaties opbouwde met geleerden en kennisnam van hun theorieën. Tijdens zijn verblijf in Parijs sloot hij vriendschap met Casaubon, die zijn hele leven zou duren. Hij nam hier ook lessen in Arabisch van een Egyptenaar, Joseph Barbatus, ook bekend als Abu-dakni. In Venetië perfectioneerde hij zijn Turks, Perzisch en Ethiopisch.

## Carrière

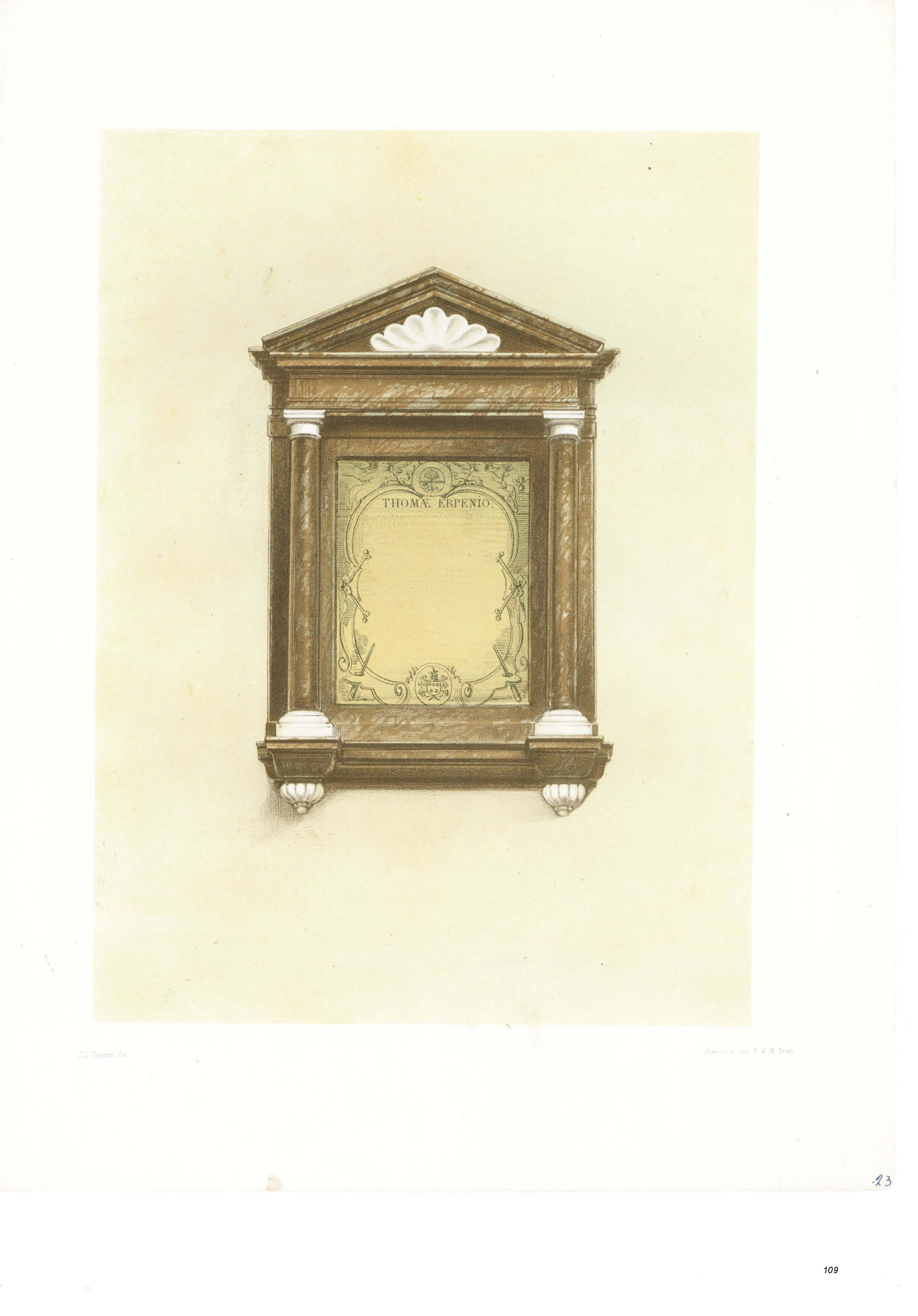
Epitaaf voor Erpenius in de Pieterskerk te Leiden

Na een lange afwezigheid keerde Erpenius in 1612 terug naar Nederland en in februari 1613 werd hij aangesteld als professor Arabisch en andere Oosterse talen, uitgezonderd Hebreeuws, aan de universiteit van Leiden. Al gauw nadat hij zich in Leiden had gevestigd, liet hij - naar voorbeeld van Savary de Brèves, die op eigen kosten een Arabische drukpers had laten installeren in Parijs - een drukpers neerzetten in zijn eigen huis. De lettertypes verkreeg hij van zijn voorganger aan de Leidse universiteit, Franciscus Raphelengius, die Hebreeuws en Aramees doceerde. Deze had zelf lettertypes laten gieten en legde zodoende een link tussen Erpenius en de Antwerpse drukkerij van Plantijn. Bij Erpenius’ dood in 1624 was zijn drukkerij een van de meest uitgebreide voor oosterse typografie in Europa.
In 1619 stelden de curatoren van de Leidse universiteit speciaal voor hem een tweede leerstoel Hebreeuws in. In 1620 werd hij door de Staten van Holland gestuurd om Pierre Dumoulin of André Rivet over te halen om zich in de Nederlanden te vestigen. Na een tweede reis wist hij Rivet over te halen. Enige tijd na zijn terugkomst werd hij door de Staten-Generaal aangesteld als tolk. In deze functie moest hij de correspondentie met de moslimprinsen van Azië en Afrika vertalen.
Zijn reputatie was nu in heel Europa gevestigd en verschillende prinsen, de koningen van Engeland en Spanje en de aartsbisschop van Sevilla hadden hem de meest vleiende aanbiedingen gedaan, maar hij weigerde de Nederlanden te verlaten. Hij was bezig met een vertaling van de Koran in het Latijn met aantekeningen en was bezig een Oosterse bibliotheek op te richten toen hij vroegtijdig overleed op 13 november 1624. Hij werd begraven in de Leidse Pieterskerk, waar nog een epitaaf aan hem herinnert.

## Werk
Zijn werk bestaat onder andere uit de Grammatica Arabica, origineel gepubliceerd in 1613 en vaak herdrukt; Rudimenta linguae Arabicae (1620); Grammatica Ebraea generalis (1621); Grammatica Chaldaica et Syria (1628); en een editie van Elmacin's History of the Saracens Geschiedenis van de Saracenen.

## Noot
1. ↑  uit: K.J.F.C. Kneppelhout van Sterkenburg: De gedenkteekenen in de Pieterskerk te Leyden, (Leiden, 1864)

- Bibsys: 2017718
- Biblioteca Nacional de España: XX1154954
- Bibliothèque nationale de France: cb122300890 (data)
- Biografisch Portaal: 53131132
- Catàleg d'autoritats de noms i títols de Catalunya: 981058514613006706
- Digitale Bibliotheek voor de Nederlandse Letteren: erpe001
- Gemeinsame Normdatei: 100124356
- International Standard Name Identifier: 0000 0001 0866 8548
- Library of Congress Control Number: n87911019
- Nationale Bibliotheek van Letland: 000304857
- Mathematics Genealogy Project: 125378
- Nationale Bibliotheek van Tsjechië: mzk2009510834
- Nationale bibliotheek van Australië: 61541502
- Nationale Bibliotheek van Israël: 987007260820905171
- Nederlandse Thesaurus van Auteursnamen: 07025186X
- Istituto Centrale per il Catalogo Unico: CUBV060778
- LIBRIS: 137347
- SNAC: w6qf9t96
- Système universitaire de documentation: 03099683X
- Trove: 1711308
- Virtual International Authority File: 7443076
- WorldCat: E39PBJymDkdBVW8qqyQGKbDXh3